# مارتي هاو
مارتي هاو (بالإنجليزية: Marty Howe)‏ هو لاعب هوكي الجليد أمريكي، ولد في 18 فبراير 1954 في ديترويت في الولايات المتحدة.

## وصلات خارجية
- مارتي هاو على موقع دوري الهوكي الوطني (الإنجليزية)
- مارتي هاو على موقع EliteProspects.com (الإنجليزية)
- مارتي هاو على موقع HockeyDB.com (الإنجليزية)
- مارتي هاو على موقع Hockey-Reference.com (الإنجليزية)